# Jorma Ahvenainen
Jorma Juhani Ahvenainen, född 12 januari 1930 i Helsingfors, är en finländsk historiker.
Ahvenainen blev filosofie doktor 1964 på en avhandling om spannmålshandeln i Baltikum under medeltiden (Der Getreidehandel Livlands im Mittelalter). Därefter bytte han forskningsinriktning och koncentrerade sig på modern företagshistoria. Han var biträdande professor i ekonomisk historia vid Jyväskylä universitet 1971–1990 och professor i allmän historia 1990–1996. Han har publicerat bland annat ett flertal monografier om skogsindustriföretag samt ett verk om sågverksindustrins historia i Finland, Suomen sahateollisuuden historia (1984). 
År 1984 utnämndes han till ledamot av Finska Vetenskapsakademien.